# نورمان فون
نورمان فون (بالإنجليزية: Norman D. Vaughan)‏(19 ديسمبر 1905 - 23 ديسمبر 2005) كان مستكشفاً وسائق كلاب أمريكي، وقد بدأ يُشتهر لأول مرة عندما شارك في بعثة الأميرال بيرد الأولى إلى القطب الجنوبي. وأيضاً عمل في قيادة الكلاب باحترافية كجزء من عمليات البحث والإنقاذ في الحرب العالمية الثانية، وأيضاً في مسابقات رياضية مثل الأولمبيات. وقد شارك فون في استكشاف كلّ من أنتركتيكا وألاسكا، واستمرت حياته العملية 80 سنة. توفي في 23 ديسمبر 2005 بعد 4 أيام من عيد ميلاده المئة.

## في أمريكا والحرب العالمية الثانية
ولد نورمان في 19 ديسمبر (كانون الأول) 1905 في «سالم، ماساتشوستس»، وقد كان والده غنياً ويملك مصنعاً لدباغة الجلود وصنع الأحذية. وقد فُتن في شبابه بقصص مستكشفي القطب في القرون المبكرة. وانسحب من جامعة هارفارد في عام 1928 عندما سمع أن الأميرال «ريتشارد إفيلين بيرد» يُنظّم بعثة إلى أنتركتيكا. وقد قبله الأميرال في البعثة والتي كانت ستسمر من عام 1928 إلى 1932، وضمنها تمت تسمية جبل في القارة على شرفه. وقد شارك في عام 1994 (عندما كان عمره 88 عاماً) في بعثة لتسلق جبل فون والذي يبلغ ارتفاعه 3,150 م. وقد كان يُخطط للعودة في ديسمبر (كانون الأول) 2005 للاحتفال بعيد مولده الـ100، لكنه عاد في أغسطس لأن جسده الهَرم لم يستطع تحمل الأجواء هناك. وقد زاد شعبيته ظهوره في برنامج «حوار الليلة مع جييْ لينو» في 10 مايو (أيار) 2005، إضافة إلى مقال ذا صفحة كاملة عنه في مجلة «تايمز لوس أنجلوس». كان يُخطط للعودة في عام 2006، لكن مخططاته هذه توقفت بسبب موته قبل ستة أشهر فقط من موعد الرحلة.
في عام 1932، تنافس في أولمبيّات الشتاء في بحيرة بلاسد، نيويورك في سباق العربات التي تجرها الكلاب. وخلال الحرب العالمية الثانية وُظّف فون في قوات الجيش الجوية للولايات المتحدة لكي يقوم بعمليات للبحث والإنقاذ كسائق كلاب، وقد بلغ رتبة كولونيل وشارك في العديد من مهمات الإنقاذ في غرينلاند. وقد حارب أيضاً في الحرب الكوريّة.

## وصلات خارجية
- نورمان فون على موقع IMDb (الإنجليزية)
- نورمان فون على موقع كينوبويسك (الروسية)
- نورمان فون على موقع سباق إديتارود تريل لزلاجات الكلاب (الإنجليزية)
- نورمان فون على موقع أوليمبيديا (الإنجليزية)
- نورمان فون على موقع قاعة ألاسكا للمشاهير الرياضية (الإنجليزية)

- موقع نورمان فون
- نورمان فون